# Xabier Zandio
Xabier Zandio Echaide (Pamplona, 17 marzo 1977) è un ex ciclista su strada spagnolo, attualmente direttore sportivo del Team Ineos.

## Carriera
Atleta con caratteristiche di scalatore, è passato professionista nel 2001 con la iBanesto.com, la squadra diretta da Eusebio Unzué, rimanendovi fino alla fine del 2010, quando si è accasato al team britannico Sky.
Tra i pro ha ottenuto due vittorie, una Clásica a los Puertos de Guadarrama e una Vuelta a Burgos. Nel 2005 si è messo in evidenza al Tour de France concludendo la corsa al 22º posto e classificandosi inoltre secondo nella tappa con arrivo a Pau e quarto in quella con arrivo a Mende.
Ha concluso la propria attività agonistica il 23 ottobre 2016 alla Japan Cup.

## Palmarès
- 2005 (Illes Balears-Caisse d'Epargne, una vittoria)

Clásica a los Puertos de Guadarrama
- 2008 (Caisse d'Epargne, una vittoria)

Classifica generale Vuelta a Burgos

### Altri successi
- 2002

1ª tappa Volta a Portugal (cronosquadre)

## Piazzamenti

### Grandi Giri
- Giro d'Italia

2010: 62º
2013: 82º
- Tour de France

2003: 51º
2004: 97º
2005: 22º
2006: 33º
2007: ritirato (4ª tappa)
2011: 48º
2014: ritirato (6ª tappa)
- Vuelta a España

2006: 22º
2007: ritirato (20ª tappa)
2008: 50º
2009: 112º
2011: 69º
2013: 55º

### Classiche monumento
- Milano-Sanremo

2002: 123º
2010: 108º
- Giro delle Fiandre

2002: 77º
2003: ritirato
- Liegi-Bastogne-Liegi

2005: 62º
2011: ritirato
2012: 100º
- Giro di Lombardia

2013: ritirato